# 科特布斯
科特布斯（德語：Cottbus，中古高地德语：Kottbus，索布语：Chośebuz）是德国勃兰登堡州的第二大城市，次於波茨坦，位于柏林东南大约125公里的施普雷河上。是一座工業都市。紧邻波兰。

## 地理
科特布斯是下劳希茨地区最大的城市，位于施普雷河中游，在南部的劳希茨城墙和北部的施普雷林山之间。该市东西方向宽约15.6公里，南北方向长度为19.2公里。 施普雷河在科特布斯的宽度达到36米，流经该市的长度为23公里。
科特布斯总面积为164.2平方公里，其中森林面积为35.2平方公里，另有3平方公里的水域。距离该市最近的大城市有德累斯顿，在该市西南方向约90公里，以及波兰的绿山城，在该市东北方向约100公里，和在该市西北方向约100公里的柏林。

### 气候
科特布斯位于温带地区。1971-2000期间的年平均气温为9.3℃。最热的月份是7月，平均气温为18.6℃；最冷的月份是1月，平均为-0.6℃。平均最高温和最低温之间的差值是19.2℃。
科特布斯气候潮湿，全年均有降水，其中夏季降水更多。1971年至2000年期间的年平均降雨量为559毫米。7月份平均降水量全年最多，为74毫米，2月份平均降水量34毫米全年最少。

## 历史
科特布斯是始建于10世纪，索布人在施普雷河上的沙岛上建立了一个城堡。这城镇的名称第一次被提及是在1156年。在13世纪德国人定居者来到这里，之后他们与索布人一起住在这里。在中世纪科特布斯以羊毛闻名，而城镇的布料被输出到勃兰登堡全境、波希米亚和萨克森。在1462年，勃兰登堡选帝侯（后来1618年成为普鲁士公国统治者）获得了科特布斯。在1815年上卢萨蒂亚及下卢萨蒂亚邻近地区由萨克森王国割让予统治勃兰登堡的普鲁士。 
由1949年至1990年德国统一前科特布斯属于东德。

## 宗教
科特布斯绝大多数（82.3％）的居民不信仰宗教。 居民中11.9％信奉新教福音派，3.5％信奉罗马天主教，0.6％信奉东正教，1.1％信奉其他宗教。

## 文化与教育
科特布斯是下卢萨蒂亚少数民族的文化中心。市内很多招牌也是双语的，那里还有一间下卢萨蒂亚式高级中学，但是其实索布语很少会在街头听到。科特布斯亦是勃兰登堡科技大学（BTU）的所在地。
科特布斯每年都會舉行電影節。科特布斯市內有各種劇院。進行多種文藝演出。市內也有多家博物館。展示索布人的文化與生活。美術館則展示當地畫家的作品。市內的大劇院是新藝術運動風格的建築。大會堂也是頗為知名的建築。

## 政治

### 友好城市
科特布斯有下列姐妹城市：
| 城市             | 国家     | 缔结日期 |
| ---------------- | -------- | -------- |
| 蒙特勒伊         | 法國     | 1959年   |
| 格罗塞托         | 義大利   | 1967年   |
| 利佩茨克         | 俄羅斯   | 1974年   |
| 绿山城           | 波蘭     | 1975年   |
| 特尔戈维什特     | 保加利亚 | 1975年   |
| 科希策           | 斯洛伐克 | 1978年   |
| 萨尔布吕肯       | 德国     | 1987年   |
| 盖尔森基兴       | 德国     | 1995年   |
| 纽尼顿与贝德沃思 | 英国     | 1999年   |